# Julia Louis-Dreyfus
Pour les articles homonymes, voir Dreyfus et Louis-Dreyfus.
Ne doit pas être confondu avec Julie Dreyfus.
Julia Louis-Dreyfus, née le 13 janvier 1961 à New York, est une actrice, humoriste, productrice de télévision et chanteuse américaine.
Elle est connue pour son travail dans l'émission Saturday Night Live (1982-1985), les séries Seinfeld (1989-1998), Old Christine (2006-2010) et Veep (2012-2019).
Elle est l'une des actrices les plus récompensées de l'histoire de la télévision américaine, ayant reçu onze Emmy Awards, huit pour la comédie et trois pour la production, avec un total de 24 nominations tout au long de sa carrière. Elle a également reçu un Golden Globes, neuf Screen Actors Guild Awards, cinq American Comedy Awards et deux Critics' Choice Television Awards. Elle a reçu une étoile sur le Hollywood Walk of Fame en 2010 et a été intronisée au Television Academy Hall of Fame en 2014.
En 2016, le magazine Time la nomme l'une des 100 personnes les plus influentes au monde. En 2018, elle reçoit le prix Mark-Twain pour sa contribution à l'humour américain, présenté par le Kennedy Center comme le plus grand honneur de la comédie en Amérique.

## Biographie

### Jeunesse, formation et débuts
Julia Louis-Dreyfus naît à New York d'une mère américaine, Judith (née LeFever), écrivain et tutrice, et d'un père d'origine française, Gérard Louis-Dreyfus, membre de la célèbre famille d'entrepreneurs. Elle est l'arrière-arrière-petite-fille de Léopold Louis-Dreyfus, qui a fondé le groupe Louis-Dreyfus en 1851, un conglomérat français de produits de base et de navigation, que les membres de sa famille contrôlent encore. Son grand-père paternel, Pierre Louis-Dreyfus, était président du groupe Louis-Dreyfus.
En 1962, un an après sa naissance, ses parents divorcent. Après avoir déménagé à Washington quand elle avait quatre ans, sa mère épouse Loren Thompson Bowles, alors doyen de la George Washington University Medical School. Pendant son enfance, sa mère l’emmène de temps en temps aux services de l'église unitarienne. Elle passe son enfance dans plusieurs États et pays, en lien avec le travail de son beau-père avec le projet Hope, notamment en Colombie et en Tunisie.
En 1979, elle sort diplômée de la Holton-Arms School de Bethesda, dans le Maryland. Elle poursuit des études supérieures à l'université Northwestern d'Evanston (Illinois) où elle est membre de la sororité Delta Gamma. Elle y étudie le théâtre et joue dans le Waa-Mu Show, une revue d'improvisation et de comédie de sketchs dirigée par des étudiants, avant d'abandonner pendant son année junior en décrochant une place dans l'émission Saturday Night Live. En 2007, elle recevra un doctorat honorifique en arts de l'université Northwestern.
Certaines biographies affirment qu'elle est liée à Alfred Dreyfus, l'officier militaire français qui fut au centre de l'affaire Dreyfus.

### Carrière
Julia Louis-Dreyfus entame une carrière dans la comédie au sein de la Practical Theatre Company à Chicago, ce qui l'amène à intégrer la distribution de l'émission humoristique Saturday Night Live, de 1982 à 1985.
Elle enchaîne avec quelques apparitions au cinéma, notamment sous la direction de Woody Allen dans Hannah et ses sœurs (1986) et dans Le sapin a les boules (1989), avant d'obtenir un rôle régulier dans la sitcom Day by Day, le programme ne dépassent pas la saison 1988-1989.

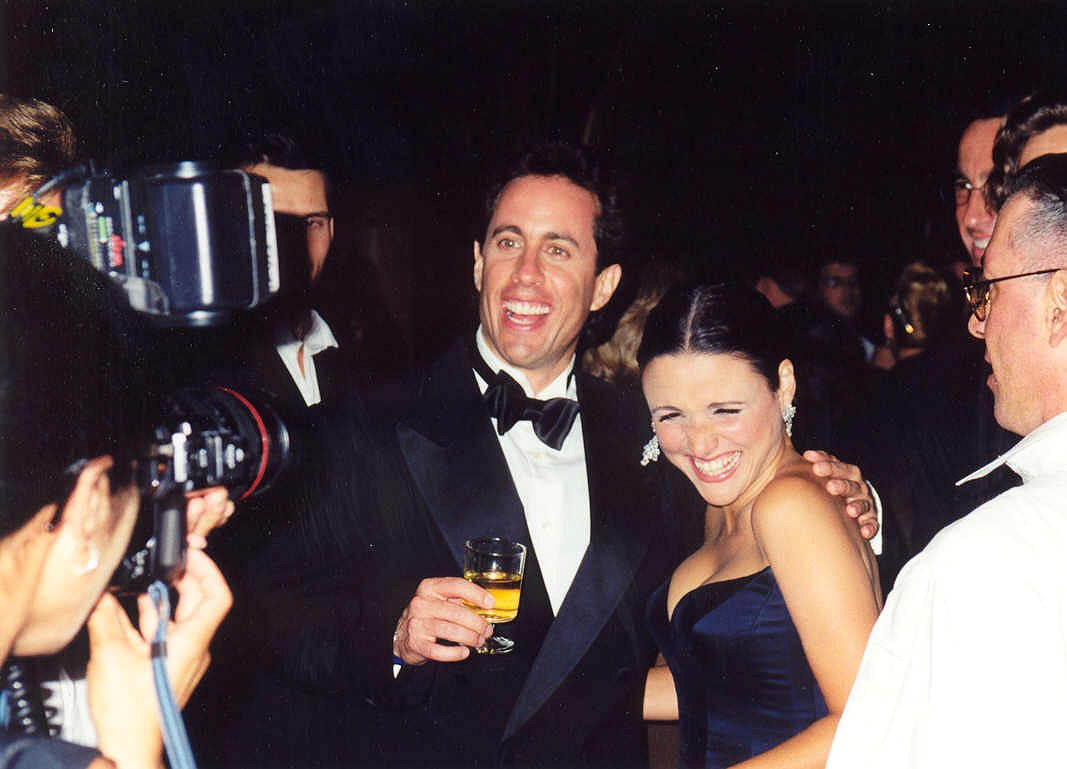
Julia Louis-Dreyfus avec Jerry Seinfeld aux Emmy Awards 1997.

Dès la rentrée suivante, elle décroche le seul rôle féminin de la nouvelle série Seinfeld, une sitcom diffusée sur NBC qui connaît un large succès critique et public. Elle interprète la délirante et névrosée Elaine Benes durant neuf saisons et 172 épisodes, remportant pour ce rôle le Golden Globe de la meilleure actrice comique dans un rôle secondaire en 1994, et reçoit une nomination aux Emmy Awards, chaque année à partir de la troisième saison, dans la catégorie Meilleure actrice dans un rôle secondaire. Elle emporte la récompense en 1996.
Lorsque Seinfeld s'arrête en 1998, elle retrouve Woody Allen pour une apparition dans Harry dans tous ses états, puis prête sa voix au second film d'animation des studios Pixar, 1 001 Pattes. Elle retrouve la télévision dans la sitcom Ellie dans tous ses états développée avec son mari, mais qui est annulée au terme de deux saisons en 2003. Elle joue ensuite dans la série Arrested Development.

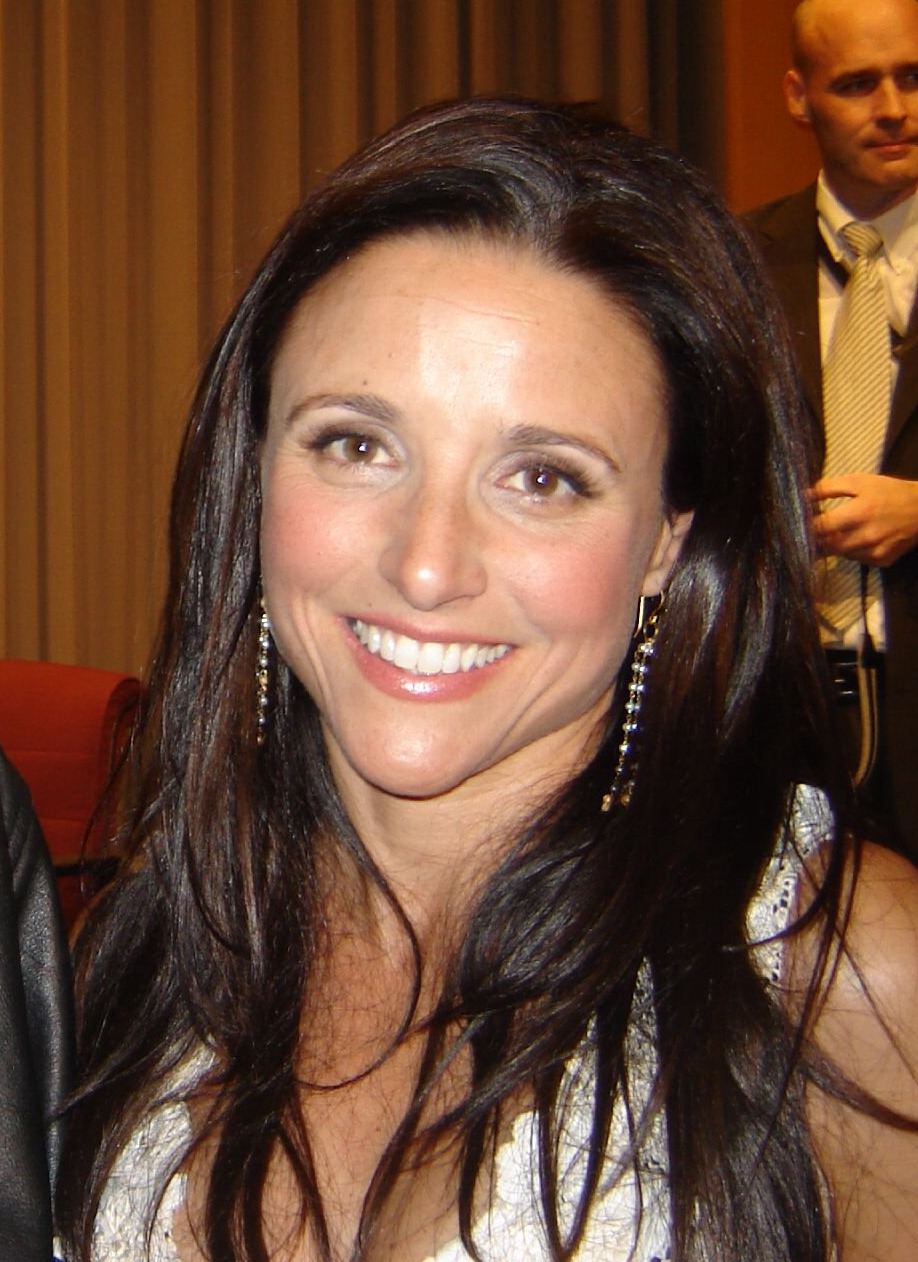
Julia Louis-Dreyfus en avril 2007.

En 2006, elle joue dans la nouvelle sitcom familiale Old Christine sur CBS, qui connaît de bonnes audiences et critiques. La série dure cinq saisons, jusqu'en 2010. Pour son rôle, l'actrice remporte l'Emmy Award de la meilleure actrice dans une comédie dès la saison inaugurale. Elle sera nommée pour son travail sur les quatre saisons suivantes.
Par la suite, elle participe à série satirique Veep, lancée par HBO. Le programme reçoit de multiples récompenses, notamment pour son interprétation de la vice-présidente Selina Meyer, qui remporte l'Emmy Award de la meilleure actrice comique à chaque saison.
Parallèlement, elle double un personnage d'un autre film d'animation, Planes et donne la réplique à James Gandolfini dans la comédie dramatique indépendante All About Albert, qui reçoit de bonnes critiques.

## Vie privée

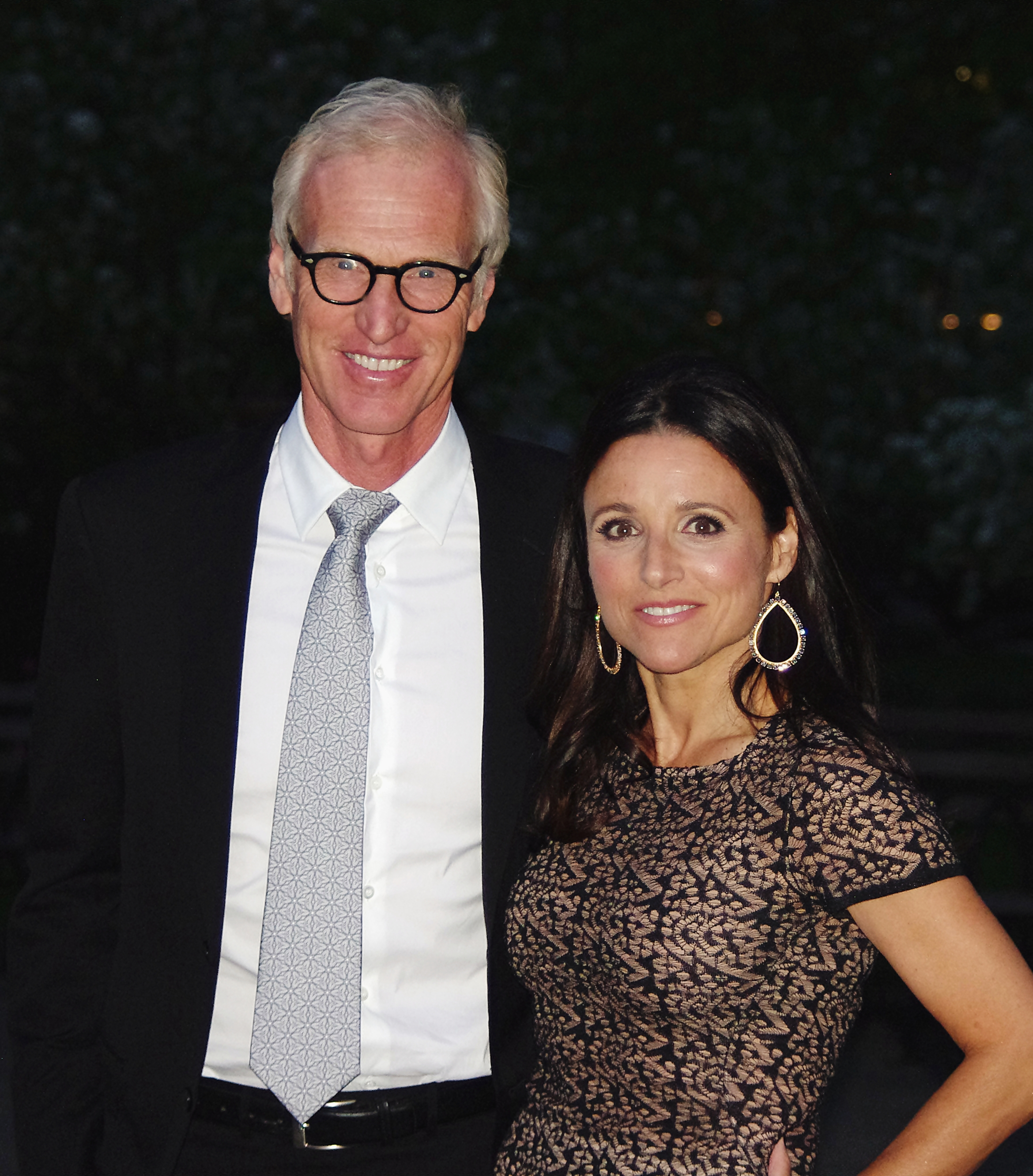
Julia Louis-Dreyfus avec son mari Brad Hall en 2012.

Julia Louis-Dreyfus est mariée depuis 1987 avec l'acteur et écrivain Brad Hall (en), année où ils se sont rencontrés alors étudiants à l'université Northwestern à Evanston dans l'Illinois. Le couple a deux enfants : Henry (né le 30 juin 1992) et Charles (né le 30 mai 1997).
Depuis mai 2005, elle contribue à un blog sur The Huffington Post.
Vainqueur en 2016 pour la sixième fois de la récompense de meilleure actrice dans une série comique aux Emmy Awards pour son rôle dans Veep, elle a dédié sa victoire à son père, mort deux jours plus tôt.
Le 28 septembre 2017, elle révèle via son compte Twitter souffrir d'un cancer du sein.

## Filmographie

### Cinéma
- 1986 : Hannah et ses sœurs de Woody Allen : Mary
- 1986 : Soul Man de Steve Miner : Lisa Stinson
- 1989 : Le sapin a les boules de Jeremiah S. Chechik : Margo Chester, la voisine
- 1993 : Jack the Bear de Marshall Herskovitz : Peggy Etinger
- 1994 : L'Irrésistible North de Rob Reiner : la mère de North
- 1997 : Drôles de pères d'Ivan Reitman : Carrie Lawrence
- 1997 : Harry dans tous ses états de Woody Allen : Leslie / Personnage de Harry
- 1998 : 1 001 Pattes de John Lasseter et Andrew Stanton : Atta (voix)
- 1999 : Toy Story 2 de John Lasseter : Mouton (voix)
- 2000 : Tom Sawyer de Paul Sabella et Phil Mendez : Atta (voix)
- 2013 : Planes de Klay Hall : Rochelle (voix)
- 2013 : All About Albert de Nicole Holofcener : Eva
- 2020 : Downhill de Nat Faxon et Jim Rash : Billie
- 2021 : Black Widow de Cate Shortland : la comtesse Valentina « Val » Allegra de Fontaine (scène post-générique)
- 2022 : Black Panther: Wakanda Forever de Ryan Coogler : la comtesse Valentina « Val » Allegra de Fontaine
- 2023 : You People de Kenya Barris (en) : Shelley
- 2023 : You Hurt My Feelings de Nicole Holofcener : Beth
- 2023 : Tuesday de Daina Oniunas-Pusić : Zora
- 2025 : Thunderbolts de Jake Schreier : la comtesse Valentina « Val » Allegra de Fontaine

### Télévision

#### Téléfilms
- 1996 : London Suite de Jay Sandrich: Debra Dolby
- 1999 : La Ferme des animaux de John Stephenson (téléfilm) : Mollie (voix)
- 2000 : Geppetto de Tom Moore : la fée bleue

#### Séries télévisées
- 1982-1985 : Saturday Night Live : personnages variés (57 épisodes)
- 1988 : Family Ties : Susan White (1 épisode)
- 1988 : Day by Day (33 épisodes)
- 1989 - 1998 : Seinfeld : Elaine Benes (177 épisodes)
- 1992 : Dinosaures : Heather Washington (voix) (1 épisode)
- 1997 : Docteur Katz : Julia (voix, 1 épisode)
- 1997 : Hey Arnold! : Miss Felter (voix, 1 épisode)
- 2000-2009 : Larry et son nombril : elle-même / Elaine Benes (8 épisodes)
- 2001 : Rolie Polie Olie : Vanessa Bevel (voix, 1 épisode)
- 2002-2003 : Ellie dans tous ses états : Ellie Riggs (19 épisodes)
- 2004-2005 : Arrested Development : Maggie Lizer (4 épisodes)
- 2006-2010 : Old Christine : Christine Campbell (88 épisodes)
- 2006-2007 : Saturday Night Live : elle-même (invitée, 2 épisodes)
- 2010 : 30 Rock : Elizabeth « Liz » Lemon (flash-back des épisodes Live, 1 épisode)
- 2012-2019 : Veep : Selina Meyer
- 2012 : Web Therapy : Shevaun Haig (1 épisode)
- 2015 : Inside Amy Schumer : elle-même (1 épisode)
- 2021 : Falcon et le Soldat de l'Hiver : la comtesse Valentina « Val » Allegra de Fontaine (2 épisodes)

## Distinctions
Julia Louis-Dreyfus est la comédienne la plus récompensée de l'histoire des Primetime Emmy Awards dans les catégories de la meilleure actrice dans une série télévisée comique et celle de meilleur second rôle dans une série télévisée comique, avec 11 nominations et 9 récompenses.

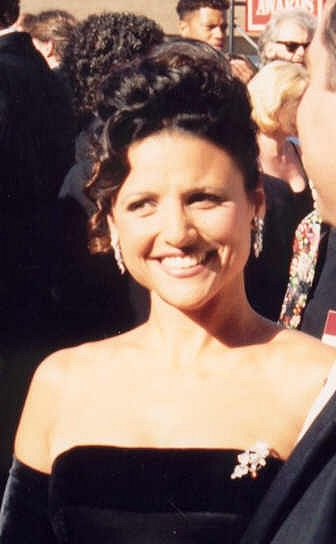
Julia Louis-Dreyfus lors des Emmy Awards 1994.
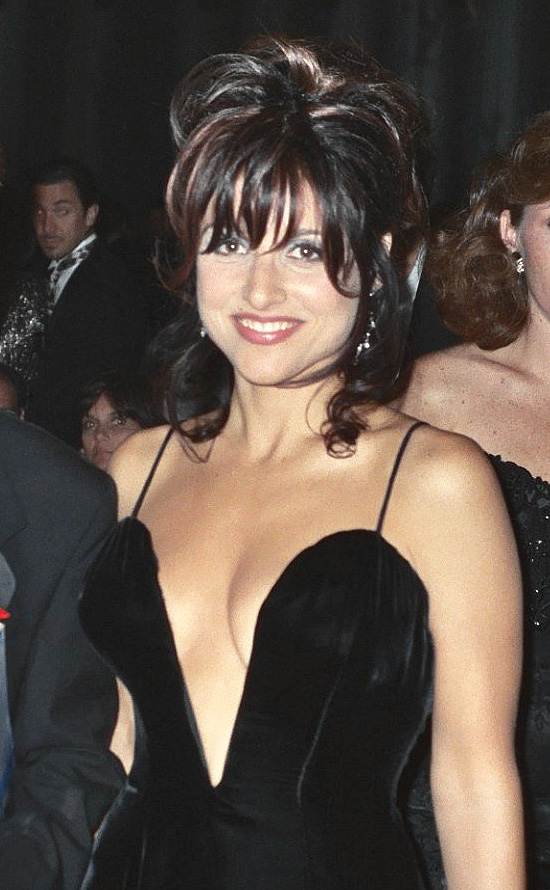
Julia Louis-Dreyfus aux Emmy Awards 1995.
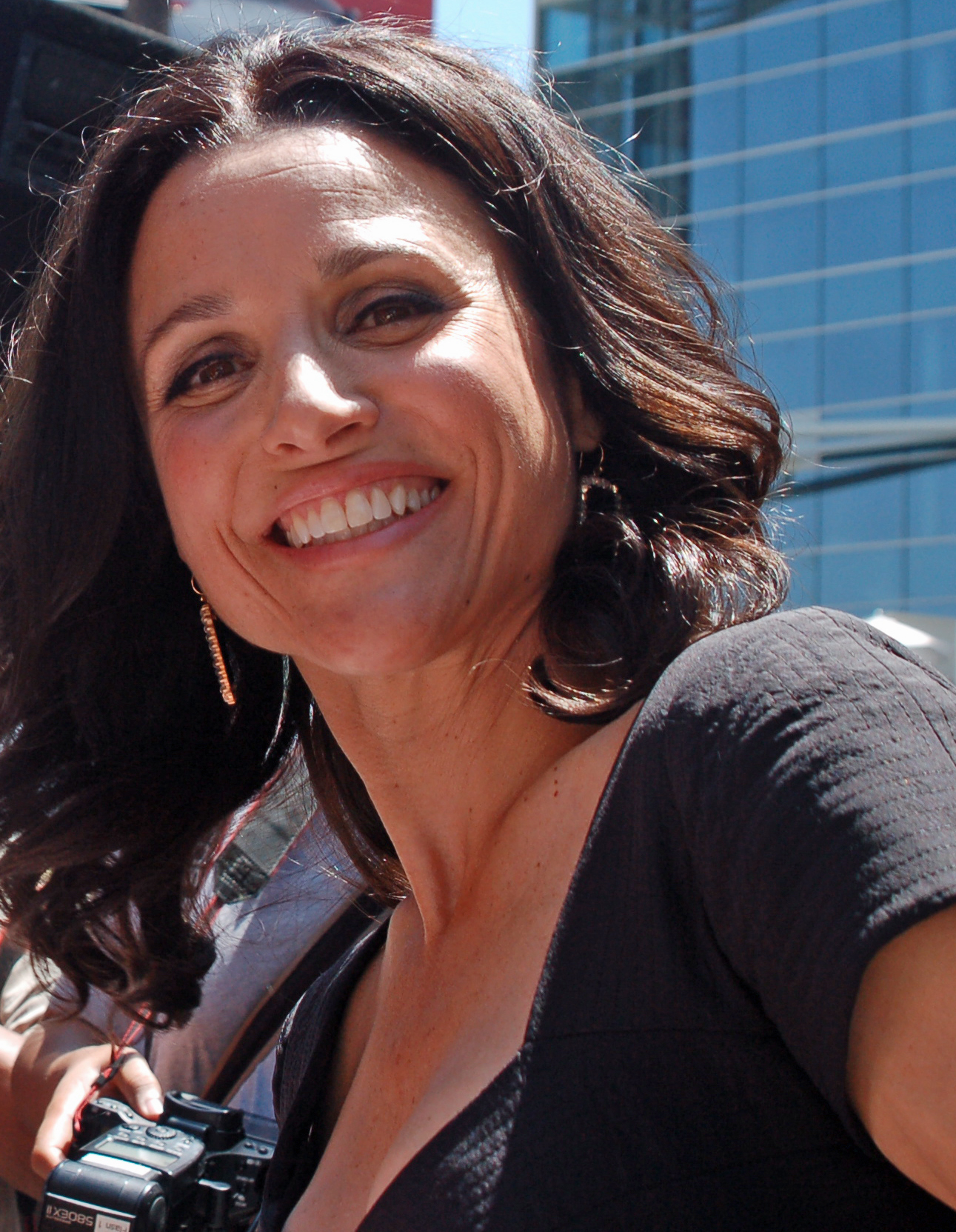
Julia Louis-Dreyfus recevant son étoile au Hollywood Walk of Fame en 2010.
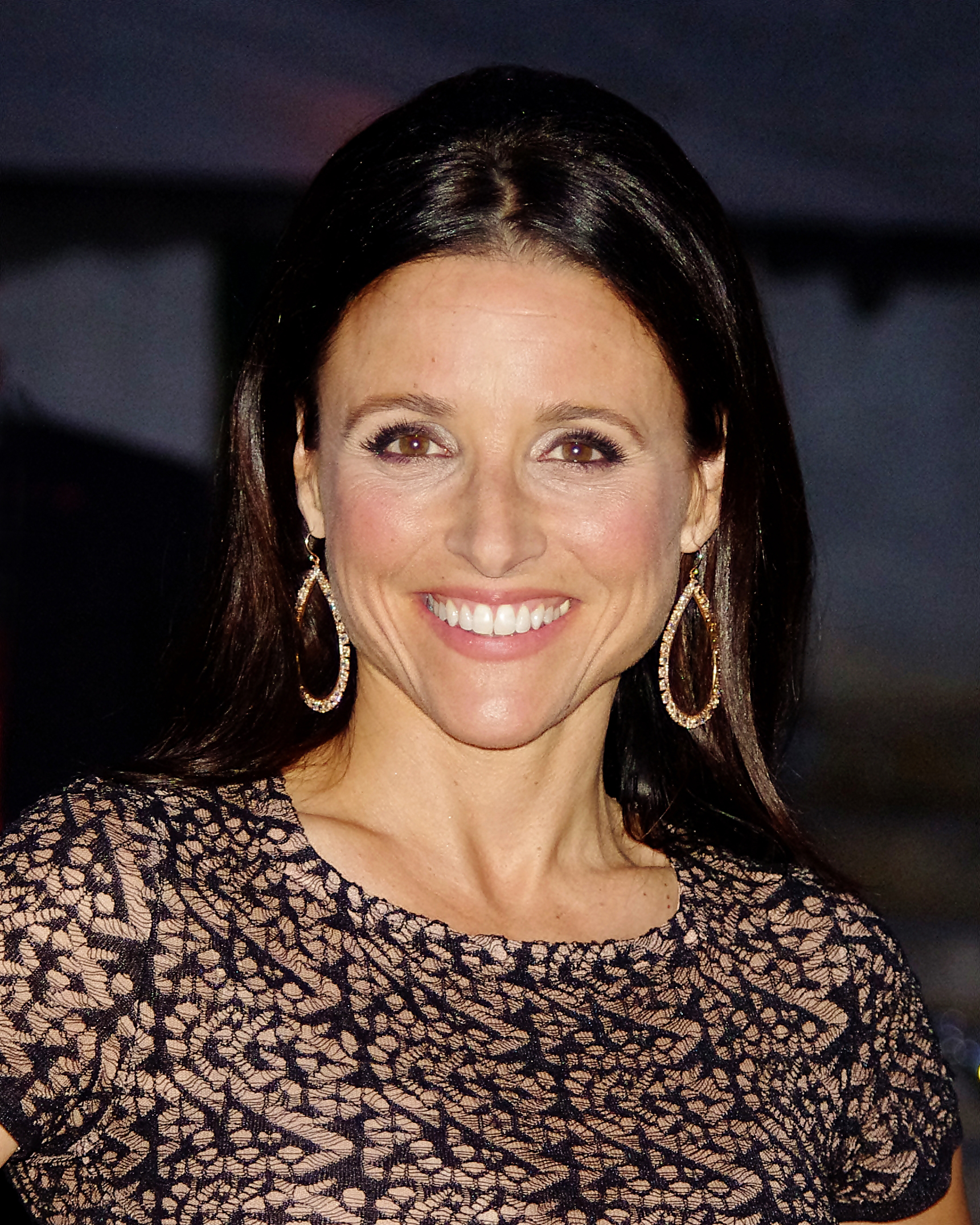
Julia Louis-Dreyfus en 2012.
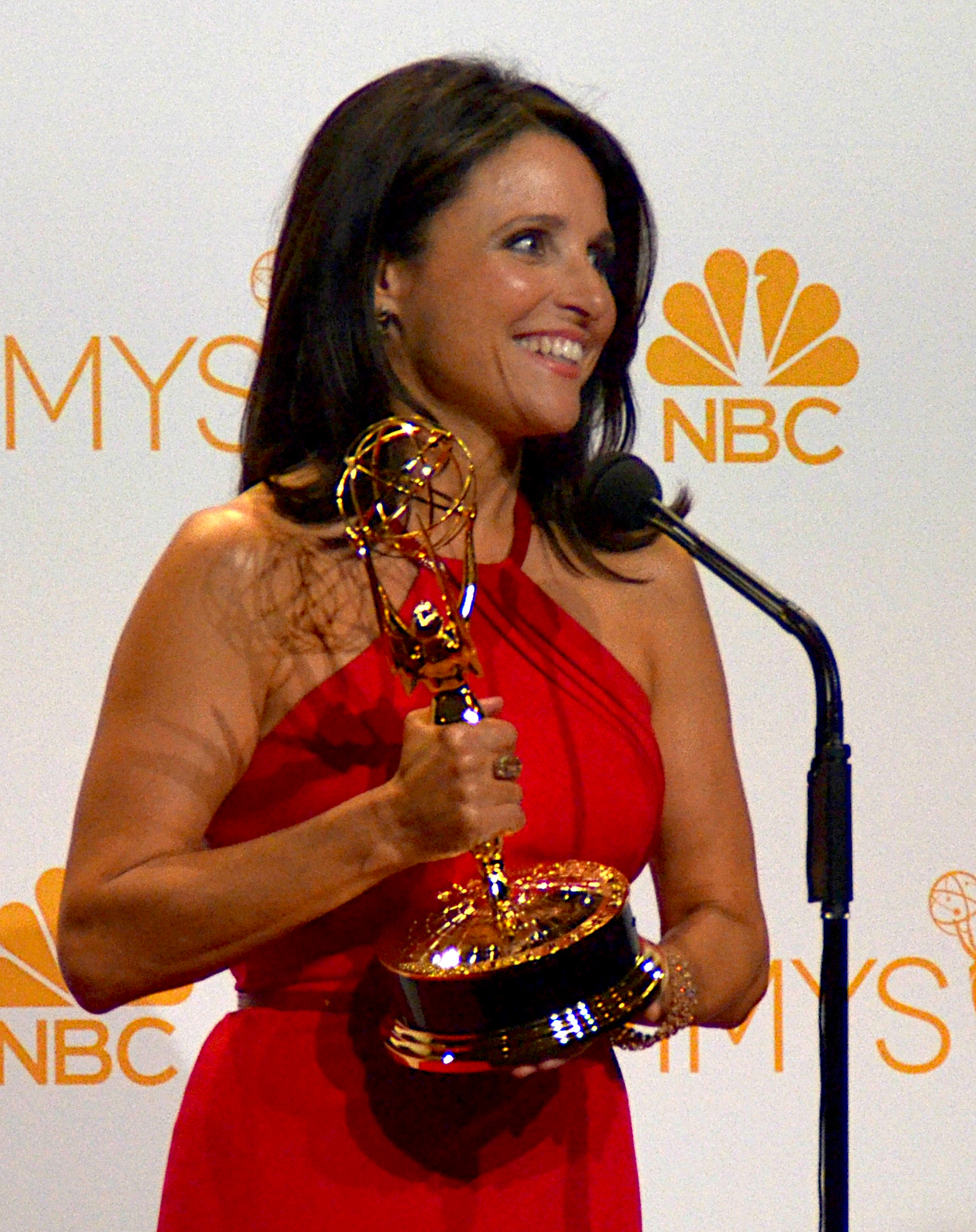
Julia Louis-Dreyfus à la cérémonie des Primetime Emmy Awards 2014.

### Hommages

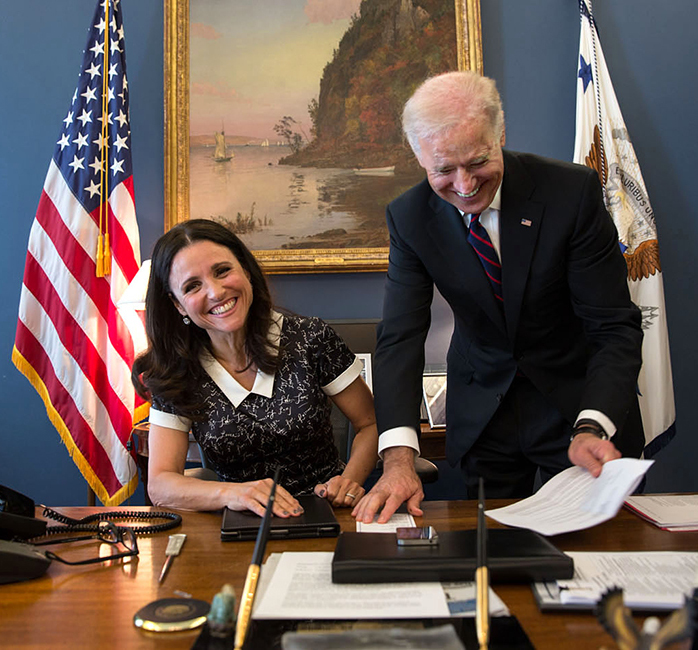
Le vice-président Joe Biden avec Julia Louis-Dreyfus dans le bureau du vice-président de l'aile ouest à la Maison-Blanche, le 12 avril 2013.

- En 2010, Julia Louis-Dreyfus reçoit une étoile sur le Hollywood Walk of Fame[5].
- En 2014, elle est intronisée au Television Academy Hall of Fame. La même année, elle remporte le TCA Award for Individual Achievement in Comedy, ainsi que le prix Charlie Chaplin des Britannia Awards pour l'excellence dans la comédie.[réf. nécessaire]
- En 2016, elle figure sur la liste du Time 100 élaborée par le magazine Time des cent personnes les plus influentes au monde, dans la catégorie « Artiste »[6].
- En 2018, elle reçoit le prix Mark-Twain pour sa contribution à l'humour américain[7].

## Voix francophones
En version française, Anne Jolivet la double entre 1989 et 1998 dans Seinfeld, avant de la retrouver entre 2006 et 2010 dans Old Christine.
Entre-temps l'actrice est notamment doublée par Marie Vincent dans L'Irrésistible North, Catherine Hamilty dans La Fête des pères, Laurence Crouzet dans Harry dans tous ses états, Nathalie Spitzer dans Larry et son nombril et Claire Guyot dans Ellie dans tous ses états.
La doublant au milieu des années 2000 dans Arrested Development, Valérie Nosrée la retrouve à partir de 2012 dans Veep puis Inside Amy Schumer. Véronique Augereau la double dans l'univers cinématographique Marvel.
En version québécoise, elle est doublée par Élise Bertrand dans L'Irrésistible North et Johanne Garneau dans La Fête des pères.